# Alfa Romeo Sprint 6C
L'Alfa Romeo Sprint 6C, chiamata anche Alfa Romeo Alfasud Sprint 6C, è una vettura da competizione realizzata dall'Alfa Romeo insieme all'Autodelta sulla base dell'Alfa Romeo Alfasud Sprint secondo le normative del regolamento tecnico FIA per vetture gruppo B, per partecipare al Campionato del mondo rally 1982 e 1983. 
La vettura, realizzata in due esemplari di cui uno stradale e l'altro da competizione, rimase allo stato prototipale e non venne mai usata in competizioni ufficiali, con il progetto che fu abbandonato.

## Storia
Nel 1982 l'Autodelta avviò lo studio per la realizzazione di una vettura da impiegare nelle competizioni rallistiche. Utilizzando come base una Alfasud Sprint, costruì la Sprint 6C, prototipo di una possibile vettura da competizione. 
Come base di partenza fu impiegata la coeva Sprint appena rinnovata, ma venne pesantemente modificata a livello telaistico, motoristico, meccanico e di carrozzeria. Esteticamente le carreggiate furono allargate per poter montare pneumatici da 205/55 VR15 e venne montato un nuovo paraurti anteriore più avvolgente che integrava uno splitter; i maggiori interventi però furono apportati al posteriore, dove venne rimosso il lunotto in vetro in favore di uno carenato con l'adozione di lamelle aerodinamiche e il paraurti venne maggiorato, ma soprattutto fu montato un alettone a coda d'anatra integrato sul bordo del cofano. 
All'interno, la plancia e il cruscotto rimase grossomodo quella della Sprint, ma vennero montati nuovi volante e leva del cambio. I cambiamenti più evidenti si evidenziarono nell'abitacolo, che era a due posti secchi con nuovi sedili avvolgenti Recaro ripresi dalla Ritmo Abarth con poggiatesta quadrati e un divisorio in plastica che separava i posti anteriori dal vano motore, perché difatti al posto del divano posteriore e del bagaglio c'era alloggiato il motore. Il prototipo venne dotato di un motore da 2,5 litri V6 "Busso" di derivazione Alfetta GTV6 a iniezione Bosch, montato in posizione longitudinale-centrale posteriore in blocco al cambio a 5 marce e al differenziale, che erogava 158 CV (118 kW) a 5600 giri/min. Lo schema sospensivo all'avantreno rimase invariato, mentr i cambiamenti più significativi si ebbero al posteriore con l'adozione di uno schema a ruote indipendenti. Grazie a un peso di 990 kg, la vettura toccava i 215 km/h. Il primo prototipo dotato di queste caratteristiche, nei piani dell'Autodelta doveva essere la versione stradale per ottenere omologazione nel Gruppo B.
Ad esso venne affiancato e costruito un secondo prototipo da utilizzare nei rally. La base e lo schema meccanico rimasero sostanzialmente invariati, ma la scocca fu rinforzata mediante dei longheroni scatolati, il cambio originale venne sostituito con un Hewland e, insieme a motore e differenziale, vennero riadattati per poter ospitare eventualmente la trazione integrale e la sua scatola di rinvio all'anteriore, in previsione di una variante a quattro ruote motrici. Le sospensioni furono sostituite su tutte e quattro le ruote con dei triangoli sovrapposti e ammortizzatori regolabili, di cui doppi sul retrotreno. All'interno furono installati sedili da corsa con cinture a 5 punti e all'esterno venne inserito sotto la targa posteriore un radiatore dell'olio. l'Alfa Romeo però, a causa anche delle condizioni finanziarie in cui all'epoca versava, decise di concentrarsi solo sulle competizioni su pista e il progetto non ebbe sbocco ne nella produzione in serie, ne nelle competizioni sportive.

## Scheda tecnica
| Caratteristiche tecniche - Alfa Romeo Sprint 6C                                 | Caratteristiche tecniche - Alfa Romeo Sprint 6C                                               | Caratteristiche tecniche - Alfa Romeo Sprint 6C                                               | Caratteristiche tecniche - Alfa Romeo Sprint 6C                                               | Caratteristiche tecniche - Alfa Romeo Sprint 6C                                               | Caratteristiche tecniche - Alfa Romeo Sprint 6C                                               |
| Configurazione                                                                  | Configurazione                                                                                | Configurazione                                                                                | Configurazione                                                                                | Configurazione                                                                                | Configurazione                                                                                |
| ------------------------------------------------------------------------------- | --------------------------------------------------------------------------------------------- | --------------------------------------------------------------------------------------------- | --------------------------------------------------------------------------------------------- | --------------------------------------------------------------------------------------------- | --------------------------------------------------------------------------------------------- |
| Carrozzeria: coupé due volumi due porte                                         | Carrozzeria: coupé due volumi due porte                                                       | Posizione motore: centrale longitudinale posteriore                                           | Posizione motore: centrale longitudinale posteriore                                           | Trazione: posteriore                                                                          | Trazione: posteriore                                                                          |
| Dimensioni e pesi                                                               |                                                                                               |                                                                                               |                                                                                               |                                                                                               |                                                                                               |
| Ingombri (lungh.×largh.×alt. in mm): 4020 × 1700 × 1305                         | Ingombri (lungh.×largh.×alt. in mm): 4020 × 1700 × 1305                                       | Ingombri (lungh.×largh.×alt. in mm): 4020 × 1700 × 1305                                       | Ingombri (lungh.×largh.×alt. in mm): 4020 × 1700 × 1305                                       | Diametro minimo sterzata:                                                                     | Diametro minimo sterzata:                                                                     |
| Interasse: 2455 mm                                                              | Interasse: 2455 mm                                                                            | Carreggiate: anteriore ? - posteriore ? mm                                                    | Carreggiate: anteriore ? - posteriore ? mm                                                    | Altezza minima da terra:                                                                      | Altezza minima da terra:                                                                      |
| Posti totali: 2                                                                 | Posti totali: 2                                                                               | Bagagliaio:                                                                                   | Bagagliaio:                                                                                   | Serbatoio:                                                                                    | Serbatoio:                                                                                    |
| Masse                                                                           | a vuoto: 990-1295 kg                                                                          | a vuoto: 990-1295 kg                                                                          | a vuoto: 990-1295 kg                                                                          | a vuoto: 990-1295 kg                                                                          | a vuoto: 990-1295 kg                                                                          |
| Meccanica                                                                       |                                                                                               |                                                                                               |                                                                                               |                                                                                               |                                                                                               |
| Tipo motore: benzina a ciclo otto, monoblocco e teste in lega leggera V6 di 60° | Tipo motore: benzina a ciclo otto, monoblocco e teste in lega leggera V6 di 60°               | Tipo motore: benzina a ciclo otto, monoblocco e teste in lega leggera V6 di 60°               | Cilindrata: 2492 cm² cm³                                                                      | Cilindrata: 2492 cm² cm³                                                                      | Cilindrata: 2492 cm² cm³                                                                      |
| Distribuzione: monoalbero con bilanciere a 2 valvole per cilindro               | Distribuzione: monoalbero con bilanciere a 2 valvole per cilindro                             | Distribuzione: monoalbero con bilanciere a 2 valvole per cilindro                             | Alimentazione: iniezione indiretta Bosch L-Jetronic                                           | Alimentazione: iniezione indiretta Bosch L-Jetronic                                           | Alimentazione: iniezione indiretta Bosch L-Jetronic                                           |
| Prestazioni motore                                                              | Potenza: 158 CV a 5600 giri/min / Coppia: 21,7 kgm a 4000 giri/min                            | Potenza: 158 CV a 5600 giri/min / Coppia: 21,7 kgm a 4000 giri/min                            | Potenza: 158 CV a 5600 giri/min / Coppia: 21,7 kgm a 4000 giri/min                            | Potenza: 158 CV a 5600 giri/min / Coppia: 21,7 kgm a 4000 giri/min                            | Potenza: 158 CV a 5600 giri/min / Coppia: 21,7 kgm a 4000 giri/min                            |
| Accensione: elettronica                                                         | Accensione: elettronica                                                                       | Accensione: elettronica                                                                       | Impianto elettrico:                                                                           | Impianto elettrico:                                                                           | Impianto elettrico:                                                                           |
| Frizione: monodisco a secco, comando idraulico                                  | Frizione: monodisco a secco, comando idraulico                                                | Frizione: monodisco a secco, comando idraulico                                                | Cambio: manuale 5 marce                                                                       | Cambio: manuale 5 marce                                                                       | Cambio: manuale 5 marce                                                                       |
| Telaio                                                                          |                                                                                               |                                                                                               |                                                                                               |                                                                                               |                                                                                               |
| Corpo vettura                                                                   | monoscocca in acciaio, carrozzeria in materiale composito                                     | monoscocca in acciaio, carrozzeria in materiale composito                                     | monoscocca in acciaio, carrozzeria in materiale composito                                     | monoscocca in acciaio, carrozzeria in materiale composito                                     | monoscocca in acciaio, carrozzeria in materiale composito                                     |
| Sterzo                                                                          | cremagliera                                                                                   | cremagliera                                                                                   | cremagliera                                                                                   | cremagliera                                                                                   | cremagliera                                                                                   |
| Sospensioni                                                                     | anteriori: McPherson / posteriori: ruote indipendenti bracci trasversali bielle longitudinali | anteriori: McPherson / posteriori: ruote indipendenti bracci trasversali bielle longitudinali | anteriori: McPherson / posteriori: ruote indipendenti bracci trasversali bielle longitudinali | anteriori: McPherson / posteriori: ruote indipendenti bracci trasversali bielle longitudinali | anteriori: McPherson / posteriori: ruote indipendenti bracci trasversali bielle longitudinali |
| Freni                                                                           | anteriori: dischi autoventilanti / posteriori: dischi autoventilanti                          | anteriori: dischi autoventilanti / posteriori: dischi autoventilanti                          | anteriori: dischi autoventilanti / posteriori: dischi autoventilanti                          | anteriori: dischi autoventilanti / posteriori: dischi autoventilanti                          | anteriori: dischi autoventilanti / posteriori: dischi autoventilanti                          |
| Pneumatici                                                                      | 205/50 VR / Cerchi: 15 pollici                                                                | 205/50 VR / Cerchi: 15 pollici                                                                | 205/50 VR / Cerchi: 15 pollici                                                                | 205/50 VR / Cerchi: 15 pollici                                                                | 205/50 VR / Cerchi: 15 pollici                                                                |
| Prestazioni dichiarate                                                          |                                                                                               |                                                                                               |                                                                                               |                                                                                               |                                                                                               |
| Velocità: 215 km/h                                                              | Velocità: 215 km/h                                                                            | Velocità: 215 km/h                                                                            | Accelerazione: 7,3 secondi                                                                    | Accelerazione: 7,3 secondi                                                                    | Accelerazione: 7,3 secondi                                                                    |
| Omologazione: Gruppo B                                                          | Omologazione: Gruppo B                                                                        | Omologazione: Gruppo B                                                                        | Emissioni CO2:                                                                                | Emissioni CO2:                                                                                | Emissioni CO2:                                                                                |
| Altro                                                                           |                                                                                               |                                                                                               |                                                                                               |                                                                                               |                                                                                               |
| Note                                                                            | 88x68,3 mm alesaggio per corsa                                                                | 88x68,3 mm alesaggio per corsa                                                                | 88x68,3 mm alesaggio per corsa                                                                | 88x68,3 mm alesaggio per corsa                                                                | 88x68,3 mm alesaggio per corsa                                                                |